# God of War: Ragnarök
God of War: Ragnarök är ett actionäventyrsspel utvecklat av Santa Monica Studio och publicerat av Sony Interactive Entertainment. Spelet släpptes den 9 november 2022 för PlayStation 5 och PlayStation 4. Spelet är en uppföljare till God of War som släpptes 2018 och är den nionde delen i God of War-serien. Historien om Ragnarök fortsätter ett par år efter där föregångsspelet slutade.
Spelet är baserat på nordisk mytologi och utspelar sig i det antika Skandinavien och följer huvudkaraktären Kratos och hans tonårsson Atreus. Spelet är den sista delen av den nordiska eran av serien och handlar om Ragnarök, alltså eskatologin som är central i den nordiska mytologin och som förutsågs inträffa i det föregående spelet efter att Kratos dödade asaguden Balder.
Spelet som ursprungligen skulle släppts 2021, försenades delvis på grund av Covid-19-pandemins inverkan på spelutvecklingen och Christopher Judges, skådespelaren till Kratos, hälsoproblem i augusti 2019. Innan spelet försenades vann det priser för Most Wanted Game och mest efterlängtade spelet av Golden Joystick Awards 2020 respektive PlayStation.Blog-utmärkelserna, dessutom hade många speljournalister och forum klassat spelet som ett av sina mest efterlängtade spel.

## Släpp
God of War: Ragnarök släpptes över hela världen den 9 november 2022 för Playstation 4 och Playstation 5. Spelare som köper PS4-versionen kan uppgradera till PS5-versionen för cirka 100 kronor. Utöver standardbasspelet (fysiskt och digitalt) finns det tre specialutgåvor: Jötnar Edition, Collector's Edition och Digital Deluxe Edition. Det finns också en Launch Edition för spelare som köper spelet innan lanseringen och den inkluderar Risen Snow Armor och ett Tunic-skinn för Kratos respektive Atreus. Förbeställningar för alla versioner öppnade den 15 juli 2022.
Tillgänglig separat kommer en begränsad upplaga av Ragnarök-tema DualSense-kontroller för PS5. Det finns även ett PS5-paket som inkluderar konsolen (skivversion), en vanlig DualSense-kontroller och standardversionen av spelet.